# Juno Award/Francophone Album of the Year
Der Juno Award für das Francophone Album of the Year ist ein seit 1992 vergebener Musikpreis der Canadian Academy of Recording Arts and Sciences (CARAS). Ausgezeichnet werden Alben mit frankophonen Gesang. Von 1992 bis 2003 hieß die Kategorie Best Selling Francophone Album und wurde ausschließlich über die Verkaufszahlen ermittelt. Seit 2003 handelt es sich um ein Jury-Voting.

## Übersicht

### Best Selling Francophone Album (1992–2002)
| Jahr | Sieger                   | Album                                                  | Nominierungen | Ref.   |
| ---- | ------------------------ | ------------------------------------------------------ | --- | ------ |
| 1992 | Luc de Larochellière     | Sauvez mon âme                                         | - L'Album du peuple – Tome 1 – François Pérusse - Kathleen – Kathleen - Snob – Les B.B. - Vilain Pingouin – Vilain Pingouin                              | [ 2 ]  |
| 1993 | Céline Dion              | Dion chante Plamondon                                  | - Quand on se donne – Francis Martin - À contre-jour – Julie Masse - Aux portes du matin – Richard Séguin                                                | [ 3 ]  |
| 1994 | François Pérusse         | L'Album du peuple – Tome 2                             | - Ça va bien – Kathleen - Corridors – Laurence Jalbert - Pelchat – Mario Pelchat - Europe Tour – Roch Voisine                                            | [ 4 ]  |
| 1995 | Roch Voisine             | Coup de tête                                           | - Obsession – Éric Lapointe - Déchaînée – France d'Amour - Johanne Blouin chante Noel – Johanne Blouin - Y – Lynda Lemay                                 | [ 5 ]  |
| 1996 | Céline Dion              | D'eux                                                  | - Beau Dommage – Beau Dommage - Carpe diem – Lara Fabian - C'est la vie – Mario Pelchat - Bohémienne – Marjo                                             | [ 6 ]  |
| 1997 | Céline Dion              | Live à Paris                                           | - Quatre saisons dans le désordre – Daniel Bélanger - Pure – Lara Fabian - Luce Dufault – Luce Dufault                                                   | [ 7 ]  |
| 1998 | Marie-Michèle Desrosiers | Marie-Michèle Desrosiers chante les classiques de Noël | - Miserere – Bruno Pelletier - La force de comprendre – Dubmatique - Versions Reno – Ginette Reno - Parle pas si forte – Térez Montcalm                  | [ 8 ]  |
| 1999 | Céline Dion              | S'il suffisait d'aimer                                 | - Enchantée – Carmen Campagne - L'Album du peuple, volume 1 – François Pérusse - Grand parleur, petit faiseur – Kevin Parent - Lynda Lemay – Lynda Lemay | [ 9 ]  |
| 2000 | La Chicane               | En catimini                                            | - D'autres rives – Bruno Pelletier - Les fourmis – Jean Leloup - Live – Lynda Lemay - Notre-Dame de Paris, version integrale – Various Artists           | [ 10 ] |
| 2001 | Ginette Reno             | Un grand Noël d'amour                                  | - Seul – Garou - Mieux qu'ici bas – Isabelle Boulay - Scènes d'amour – Isabelle Boulay - L'Opéra du mendiant – Nicola Ciccone                            | [ 11 ] |
| 2002 | Kevin Parent             | Les vents ont changé                                   | - Etc... – Gabrielle Destroismaisons - Cordial – La Bottine Souriante - Disparu – La Chicane - Du coq à l'âme – Lynda Lemay                              | [ 12 ] |

### Francophone Album of the Year (seit 2003)
| Jahr | Sieger                                                     | Album                                                                                         | Nominierungen | Ref.   |
| ---- | ---------------------------------------------------------- | --------------------------------------------------------------------------------------------- | --- | ------ |
| 2003 | Daniel Bélanger                                            | Rêver mieux                                                                                   | - Break syndical – Les Cowboys Fringants - Les lettres rouges – Lynda Lemay - De l'amour le mieux – Natasha St-Pier - Rendez-vous – Sylvain Cossette | [ 13 ] |
| 2004 | Wilfred Le Bouthillier                                     | Wilfred Le Bouthillier                                                                        | - 1 fille & 4 types – Céline Dion - Reviens – Garou - Don Juan : un spectacle musical de Félix Gray – Jean François Breau, Marie-Eve Janvier, Mario Pelchat, Claude Léveillée, Philippe Berghella, Cassiopée, Cindy Daniel and Chico Castillo - Maudit Bordel – Marie-Chantal Toupin | [ 14 ] |
| 2005 | Marie-Élaine Thibert                                       | Marie-Élaine Thibert                                                                          | - Audrey – Audrey de Montigny - Écoute-moi donc – Dany Bédar - Gros mammouth – Les Trois Accords - J't'aime tout court – Nicola Ciccone | [ 15 ] |
| 2006 | Jim Corcoran                                               | Pages blanches                                                                                | - Le Trashy Saloon – Anik Jean - Hors de tout doute – France D'Amour - Garde la tête haute – Senaya - Sur le fil – Stéphanie Lapointe | [ 16 ] |
| 2007 | Antoine Gratton                                            | Il était une fois dans l'est                                                                  | - Le coeur dans la tête – Ariane Moffatt - Trompe-l'œil – Malajube - La Forêt des mal-aimés – Pierre Lapointe - Compter les corps – Vulgaires Machins | [ 17 ] |
| 2008 | Daniel Bélanger                                            | L'Échec du matériel                                                                           | - D'elles – Céline Dion - L'homme qui me ressemble – Damien Robitaille - De retour à la source – Isabelle Boulay - Vers à soi – Jorane | [ 18 ] |
| 2009 | Ariane Moffatt                                             | Tous les sens                                                                                 | - L'arbre aux parfums – Caracol - Cœur de pirate – Cœur de pirate - Le Volume du vent – Karkwa - Tradarnac – Swing | [ 19 ] |
| 2010 | Andrea Lindsay                                             | Les sentinelles dorment                                                                       | - Mille excuses milady – Jean Leloup - Dans mon corps – Les Trois Accords - Un toi dans ma tête – Luc de Larochellière - Un serpent sous les fleurs – Yann Perreau | [ 20 ] |
| 2011 | Karkwa                                                     | Les Chemins de verre                                                                          | - Brun – Bernard Adamus - Nous – Daniel Bélanger - Silence – Fred Pellerin - Belmundo Regal – Radio Radio | [ 21 ] |
| 2012 | Malajube                                                   | La caverne                                                                                    | - Le désert des solitudes – Catherine Major - Blonde – Cœur de pirate - C'est un monde – Fred Pellerin - Le vrai le faux – Jérôme Minière | [ 22 ] |
| 2013 | Louis-Jean Cormier                                         | Le treizième étage                                                                            | - Le Royaume – Amylie - Astronomie – Avec pas d'casque - Lisa Leblanc – Lisa Leblanc - Aux alentours – Marie-Pierre Arthur | [ 23 ] |
| 2014 | Karim Ouellet                                              | Fox                                                                                           | - Himalaya mon amour – Alex Nevsky - Omniprésent – Damien Robitaille - Chic de ville – Daniel Bélanger - Punkt – Pierre Lapointe | [ 24 ] |
| 2015 | Jimmy Hunt                                                 | Maladie d'amour                                                                               | - Ornithologie, la nuit – Philippe B - Serge Fiori – Serge Fiori - L'alchimie des monstres – Klô Pelgag - Valse 333 – Julien Sagot |        |
| 2016 | Jean Leloup                                                | À Paradis City                                                                                | - Si l'aurore – Marie-Pierre Arthur - Les grandes artères – Louis-Jean Cormier - Zulu – Galaxie - 22h22 – Ariane Moffatt |        |
| 2017 | Laurence Nerbonne                                          | XO                                                                                            | - Ultramarr – Fred Fortin - Love Suprême – Koriass - Trente – Karim Ouellet - Le fantastique des astres – Yann Perreau |        |
| 2018 | Daniel Bélanger                                            | Paloma                                                                                        | - Nos Eldorados – Alex Nevsky - L'Étoile thoracique – Klô Pelgag - Almanach – Patrice Michaud - La Science du cœur – Pierre Lapointe | [ 25 ] |
| 2019 | Loud                                                       | Une année record                                                                              | - Le silence des troupeaux — Philippe Brach - En cas de tempête, ce jardin sera fermé — Cœur de pirate - Darlène — Hubert Lenoir - Désherbage — Tire le coyote |        |
| 2020 | Les Louanges                                               | La nuit est une panthère                                                                      | - La nuit des longs couteaux — Koriass - L'Étrange pays — Jean Leloup - Tout ça pour ça — Loud - Après — Fred Pellerin | [ 26 ] |
| 2021 | Louis-Jean Cormier                                         | Quand la nuit tombe                                                                           | - 2Frères – À tous les vents - Les Cowboys Fringants – Les antipodes - Pierre Lapointe – Pour déjouer l'ennui - Klô Pelgag – Notre-Dame-des-Sept-Douleurs |        |
| 2022 | Cœur de Pirate                                             | Impossible à aimer                                                                            | - Fouki – Grignotines de Luxe - Louis-Jean Cormier – Le ciel est au plancher - Roxane Bruneau – Acrophobie - Vincent Vallières – Toute beauté n’est pas perdue |        |
| 2023 | Les Louanges                                               | Crash                                                                                         | - Daniel Bélanger – Mercure en mai - Lisa Leblanc – Chiac Disco - Hubert Lenoir – PICTURA DE IPSE: Musique directe - Ariane Roy – Medium plaisir |        |
| 2024 | Les Cowboys Fringants with the Montreal Symphony Orchestra | En concert avec l’Orchestre symphonique de Montréal (sous la direction du chef Simon Leclerc) | - FouKi – Zayon - Karkwa – Dans la seconde - Salebarbes – À boire deboutte - Souldia – Non conventionnel |        |
| 2025 | Klô Pelgag                                                 | Abracadabra                                                                                   | - Les Cowboys Fringants – Pub Royal - Fredz – Demain il fera beau - Aliocha Schneider – Aliocha Schneider - Jay Scott – Toutes les rues sont silencieuses |        |